# Presidentieel Paleis van de Republiek Suriname

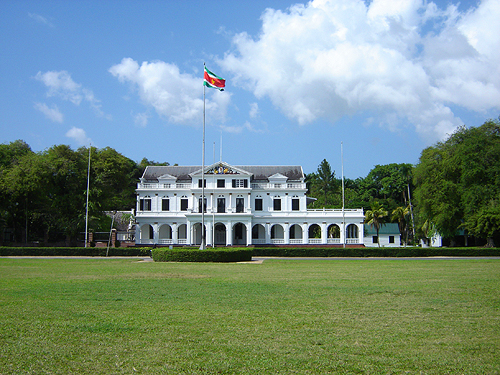
Presidentieel paleis in 2011

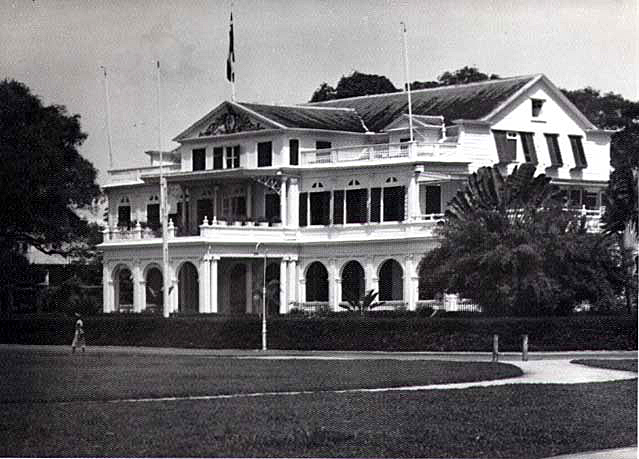
Gouverneurshuis in 1955

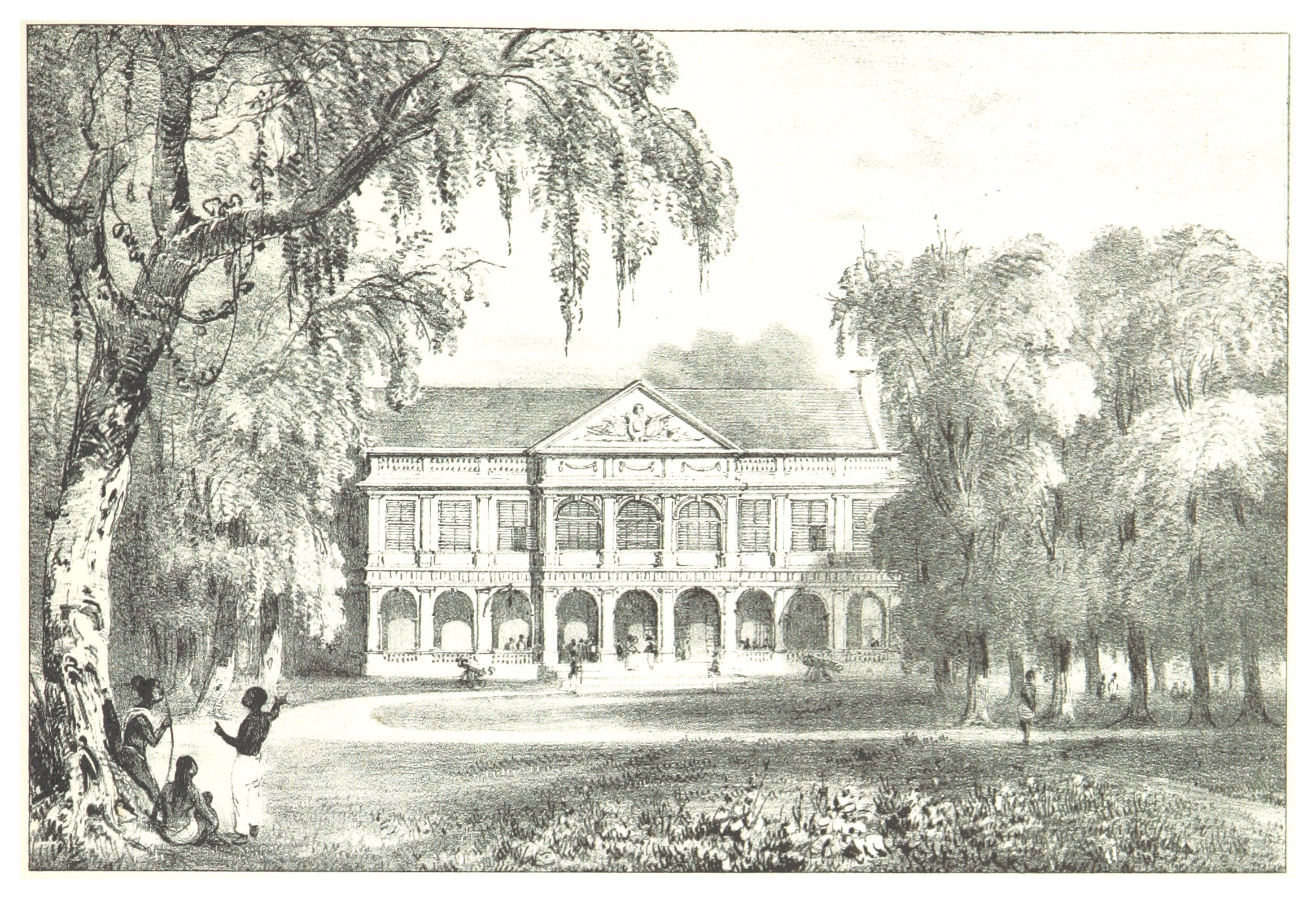
Paleis van de gouverneur in 1872

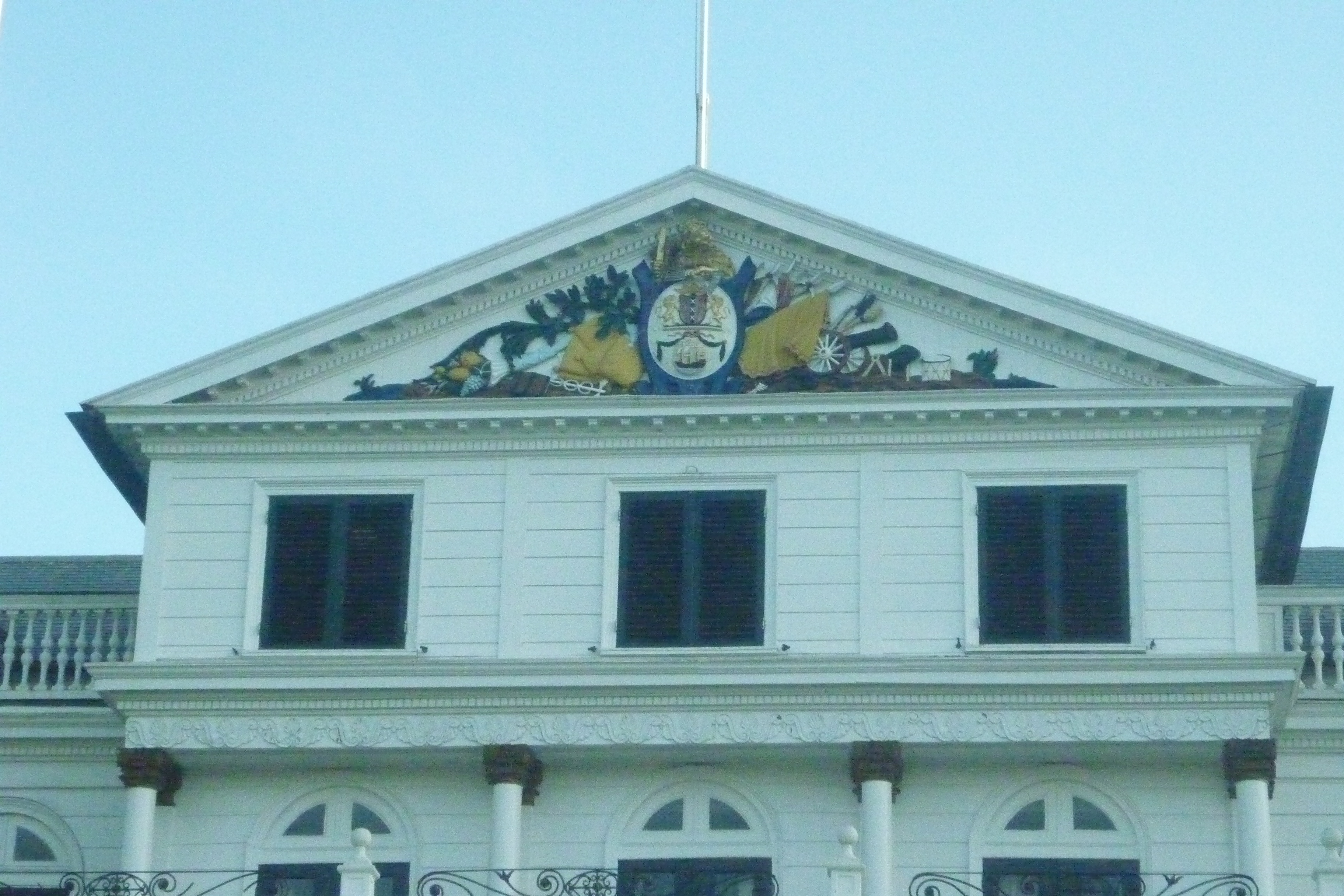
Wapen van de Sociëteit van Suriname boven de ingang van het gebouw

Het presidentieel Paleis van de Republiek Suriname, tot 1975 Gouverneurshuis, staat op het Onafhankelijkheidsplein in Paramaribo. Enkele eeuwen lang resideerde hier de door Nederland aangestelde gouverneur van Suriname. Begin 21e eeuw is dit niet feitelijk de residentie van de president van Suriname, maar wordt het gebouw gebruikt voor officiële ontvangsten.

## Gouverneurshuis
Het oorspronkelijke paleis werd in de 17e eeuw, net zoals veel gebouwen in Paramaribo, van hout gebouwd. In 1730 werd het huis door gouverneur Carel Emilius Henry de Cheusses vervangen door een groter stenen gebouw.
In de 19e eeuw kreeg het paleis in het midden een extra verdieping met een driehoekfronton waarin het wapen werd aangebracht van de Geoctroyeerde Sociëteit van Suriname, die tot 1795 eigenaar was van Suriname. In het midden was het wapen te zien van de stad Amsterdam en daaronder het wapen van de West-Indische Compagnie. Links en rechts werd geschut afgebeeld.
Haaks op het dak op kwamen twee dakhuizen met een leien dak. De oude ramen met roedeverdeling werden vervangen door modieuze empire-ramen. Later is nog de galerij aangebouwd waarbij de Ionische zuilen de ramen met bogen verdelen. Alleen aan de grote zaal en de hal is te zien dat het gebouw uit de 18e eeuw is.
Voor het Gouverneurshuis stond een standbeeld van koningin Wilhelmina. Dit is op de vooravond van de onafhankelijkheidsdag van 25 november 1975 verwijderd uit angst voor baldadigheid en is verplaatst naar Fort Zeelandia.

## Presidentieel Paleis
Het gebouw is tegenwoordig in gebruik voor formele ontvangsten. Het werd vanaf 2011 gerestaureerd nadat er aantasting door houtworm was geconstateerd.
Het wapen boven de ingang is op 1 juli 2015 vervangen voor het wapen van Suriname aangezien men van mening was dat het oude wapen te veel verwees naar het koloniaal verleden.